# Fresnes-sur-Apance
Fresnes-sur-Apance é uma comuna francesa na região administrativa de Grande Leste, no departamento de Haute-Marne. Estende-se por uma área de 16,47 km². Em 2010 a comuna tinha 150 habitantes (densidade: 9,1 hab./km²).